# Taintaturus zelandicus
Taintaturus zelandicus är en kvalsterart som beskrevs av Cook 1991. Taintaturus zelandicus ingår i släktet Taintaturus och familjen Aturidae. Inga underarter finns listade i Catalogue of Life.